# Parè
Parè település Olaszországban, Lombardia régióban, Como megyében. Lakosainak száma 1887 fő (2013. december 31.). Parè Cavallasca, Drezzo, Faloppio, Gironico, Olgiate Comasco, Chiasso és Ticino kanton községekkel határos.

## Népesség
A település lakossága az elmúlt években az alábbi módon változott:

| 2013 | 1 887 |